# Шитри-ле-Мин
Шитри-ле-Мин (фр. Chitry-les-Mines) — коммуна во Франции.

## География
Коммуна Шитри-ле-Мин расположена около 210 км к юго-востоку от Парижа, 105 км на запад от Дижона, в 50 км на северо-восток от Невера.

## Экономика
В 2010 году среди 146 человек трудоспособного возраста (15-64 лет) 102 были активными, 44 — неактивными (показатель активности 69,9 %, в 1999 году было 63,9 %). Из 102 активных жителей работало 96 человек (55 мужчин и 41 женщина), безработными было 6 (3 мужчины и 3 женщины). Среди 44 неактивных 11 человек было учениками или студентами, 21 — пенсионерами, 12 были неактивными по другим причинам.
В 2010 году в муниципалитете числилось 109 обложенных домохозяйств в которых проживали 227 человек, медиана доходов составила 18 910 евро.